# Schneisingen
Schneisingen là một đô thị ở huyện Zurzach, bang Aargau, Thụy Sĩ.
Các khu vực giáp ranh gồm Wislikofen và Siglistorf về phía bắc, Niederweningen về phía phía đông, Ehrendingen về phía nam, Lengnau về phía tây và Böbikon về phía tây bắc.

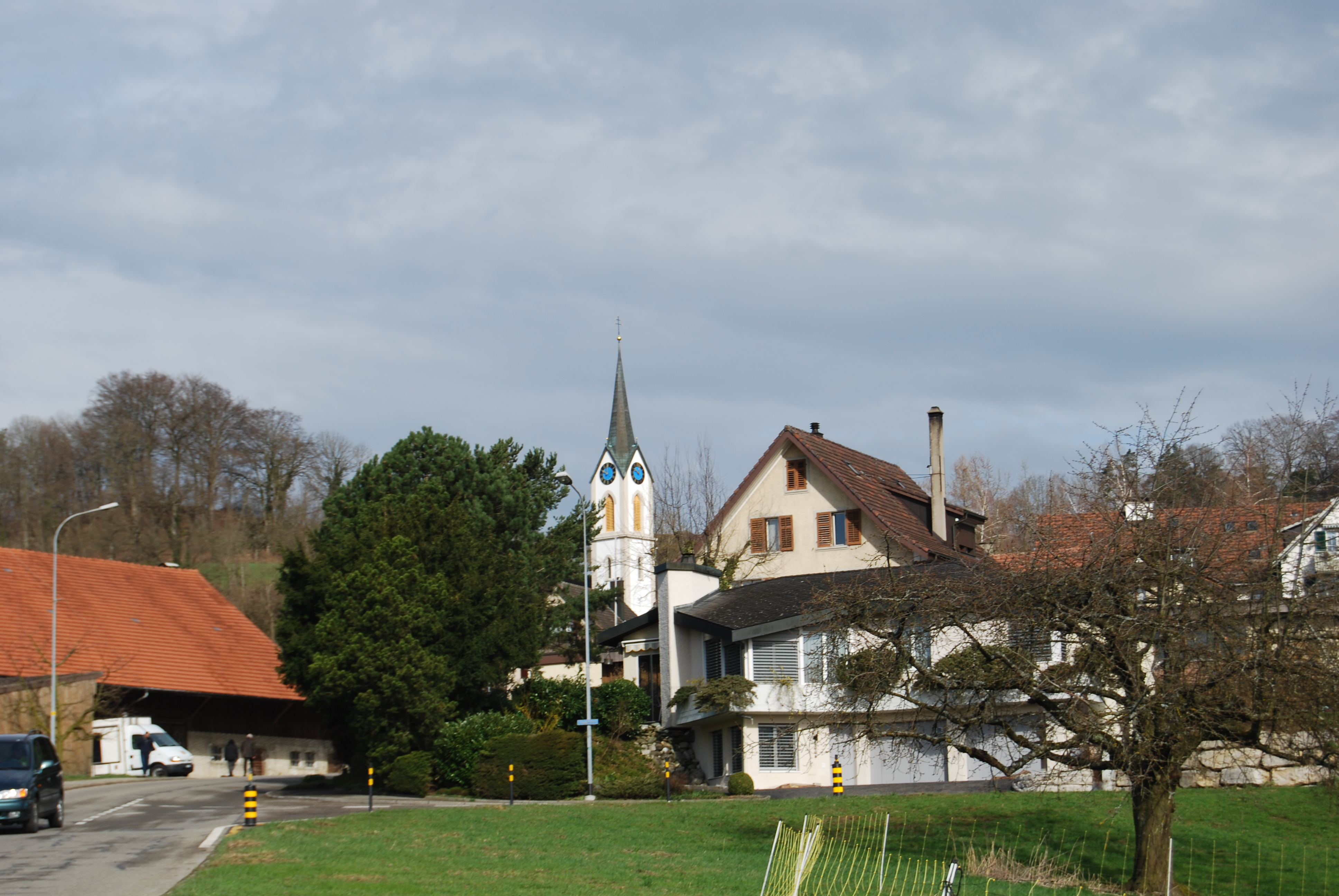
Schneisingen

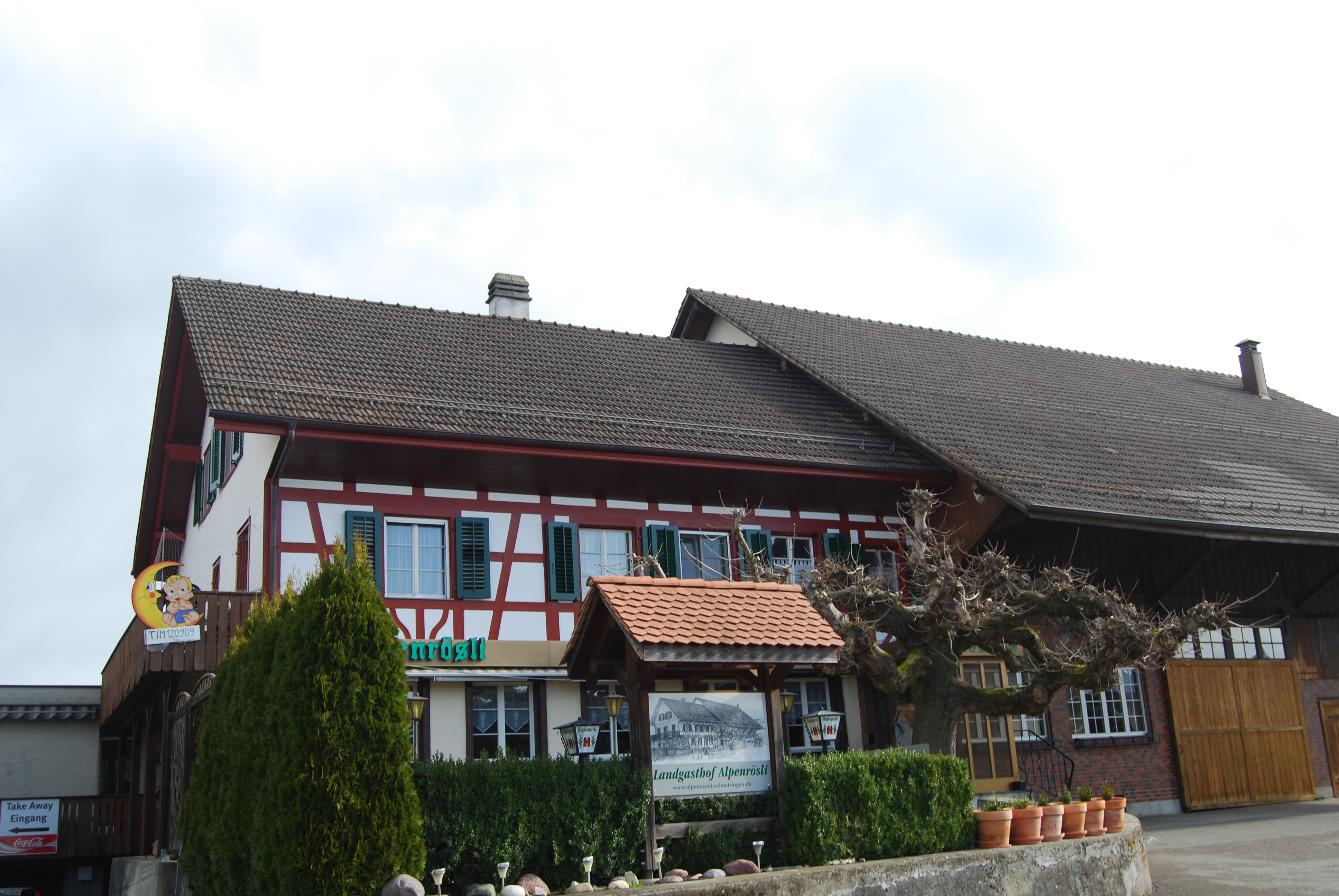